# Union County (Indiana)
Union County ist ein County im Bundesstaat Indiana der Vereinigten Staaten. Der Verwaltungssitz (County Seat) ist Liberty.

## Geographie
Das County liegt im Südosten von Indiana, grenzt im Osten an Ohio und hat eine Fläche von 420 Quadratkilometern, wovon zehn Quadratkilometer Wasserfläche sind. Es grenzt in Indiana im Uhrzeigersinn an folgende Countys: Wayne County, Franklin County und Fayette County. Das County ist Teil der Metropolregion Cincinnati.

## Geschichte
Union County wurde am 5. Januar 1821 aus Teilen des Fayette Countys, Franklin Countys und des Wayne Countys gebildet.
Drei Bauwerke und Stätten des Countys sind im National Register of Historic Places eingetragen (Stand 4. September 2017).

## Demografische Daten
Nach der Volkszählung im Jahr 2000 lebten im Union County 7349 Menschen in 2793 Haushalten und 2072 Familien. Die Bevölkerungsdichte betrug 18 Einwohner pro Quadratkilometer. Ethnisch betrachtet setzte sich die Bevölkerung zusammen aus 98,69 Prozent Weißen, 0,23 Prozent Afroamerikanern, 0,27 Prozent amerikanischen Ureinwohnern, 0,19 Prozent Asiaten, 0,01 Prozent Bewohnern aus dem pazifischen Inselraum und 0,16 Prozent aus anderen ethnischen Gruppen; 0,44 Prozent stammten von zwei oder mehr Ethnien ab. 0,30 Prozent der Bevölkerung waren spanischer oder lateinamerikanischer Abstammung.
Von den 2793 Haushalten hatten 35,3 Prozent Kinder unter 18 Jahre, die mit ihnen im Haushalt lebten. 62,6 Prozent waren verheiratete, zusammenlebende Paare, 8,2 Prozent waren allein erziehende Mütter und 25,8 Prozent waren keine Familien. 22,4 Prozent waren Singlehaushalte und in 10,3 Prozent lebten Menschen mit 65 Jahren oder darüber. Die Durchschnittshaushaltsgröße betrug 2,60 und die durchschnittliche Familiengröße lag bei 3,05 Personen.
27,3 Prozent der Bevölkerung waren unter 18 Jahre alt, 7,7 Prozent zwischen 18 und 24, 28,5 Prozent zwischen 25 und 44 Jahre. 23,6 Prozent zwischen 45 und 64 und 12,9 Prozent waren 65 Jahre alt oder älter. Das Durchschnittsalter betrug 36 Jahre. Auf 100 weibliche Personen kamen 98,4 männliche Personen. Auf 100 Frauen im Alter von 18 Jahren und darüber kamen 93,7 Männer.
Das jährliche Durchschnittseinkommen eines Haushalts betrug 36.672 USD, das Durchschnittseinkommen der Familien 41.752 USD. Männer hatten ein Durchschnittseinkommen von 31.859 USD, Frauen 21.617 USD. Das Prokopfeinkommen betrug 19.549 USD. 7,9 Prozent der Familien und 9,7 Prozent der Bevölkerung lebten unterhalb der Armutsgrenze.

## Orte im County
- Billingsville
- Brownsville
- Charlottesville
- Clifton
- Contreras
- Cottage Grove
- Dunlapsville
- Five Points
- Liberty
- Lotus
- Philomath
- Roseburg
- Salem
- West College Corner
- Witts Station
- Yankee Town

Townships
- Brownsville Township
- Center Township
- Harmony Township
- Harrison Township
- Liberty Township
- Union Township